# Heinrich Rempe
Heinrich Rempe (* 24. April 1902 in Büren; † 18. Januar 1990 in Paderborn) war ein deutscher Jurist. Er war von 1961 bis 1967 Präsident des Oberlandesgerichtes Hamm.

## Leben

### Ausbildung
Rempe besuchte in Brilon das Gymnasium Petrinum und legte dort das Abitur ab. Danach studierte der Westfale Rechtswissenschaften in Münster und München und bestand 1924 das Referendarexamen in Hamm. Ab 1921 war er Mitglied der katholischen Studentenverbindung AV Arminia Münster. Er wurde 1926 in Münster zum Doktor der Rechtswissenschaften promoviert und bestand ein Jahr später das Assessorexamen in Berlin.

### Berufsweg
Er trat in den Justizdienst ein und war zunächst als Staatsanwalt in Essen, später in Arnsberg, Paderborn und Landsberg tätig. In Essen wurde er 1929 zum Staatsanwalt ernannt. Im selben Jahr wurde er Staatsanwaltschaftsrat im preußischen Justizministerium. Dort blieb er bis 1939, wurde aber parallel zum Oberlandesgerichtsrat in Hamm ernannt.
Im Zweiten Weltkrieg nahm er von 1939 bis 1945 am Krieg teil. Nach dem Krieg wurde er bereits im Jahr 1946 zum Direktor des Amtsgerichtes Paderborn ernannt. Er stieg 1948 zum Präsidenten des Landgerichtes Paderborn auf, wo er nach dem Krieg und der Diktatur für den Wiederaufbau der Justiz verantwortlich war. Es folgte 1957 eine Versetzung als Präsident an das Landgericht Essen. 
Einige Zeit später wurde er 1961 zum Präsidenten des Oberlandesgerichtes Hamm und zum 1. April 1962 zum Vizepräsidenten des Verfassungsgerichtshofes für das Land Nordrhein-Westfalen ernannt. Beide Ämter übte er bis zum Eintritt in den Ruhestand am 30. April 1967 aus.

## Auszeichnungen (Auswahl)
- Großes Bundesverdienstkreuz mit Stern (Juli 1967)

## Veröffentlichungen (Auswahl)
- Paderborner Gerichtswesen und Juristen im 19. Jahrhundert. Paderborn 1970, ISBN 3506772007.
- 150 Jahre Rechtspfege im Paderborner Lande: Festschrift zur Einweihung des neuen Gerichtsgebäudes. Paderborn 1953.